# Diocesi di Huaraz
La diocesi di Huaraz (in latino Dioecesis Huarazensis) è una sede della Chiesa cattolica in Perù suffraganea dell'arcidiocesi di Trujillo. Nel 2021 contava 234.940 battezzati su 367.096 abitanti. È retta dal vescovo José Antonio Alarcón Gómez, O.F.M.Cap.

## Territorio

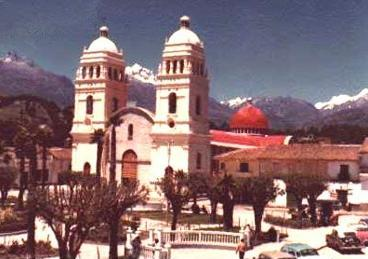
L'antica cattedrale distrutta dal terremoto nel 1970.

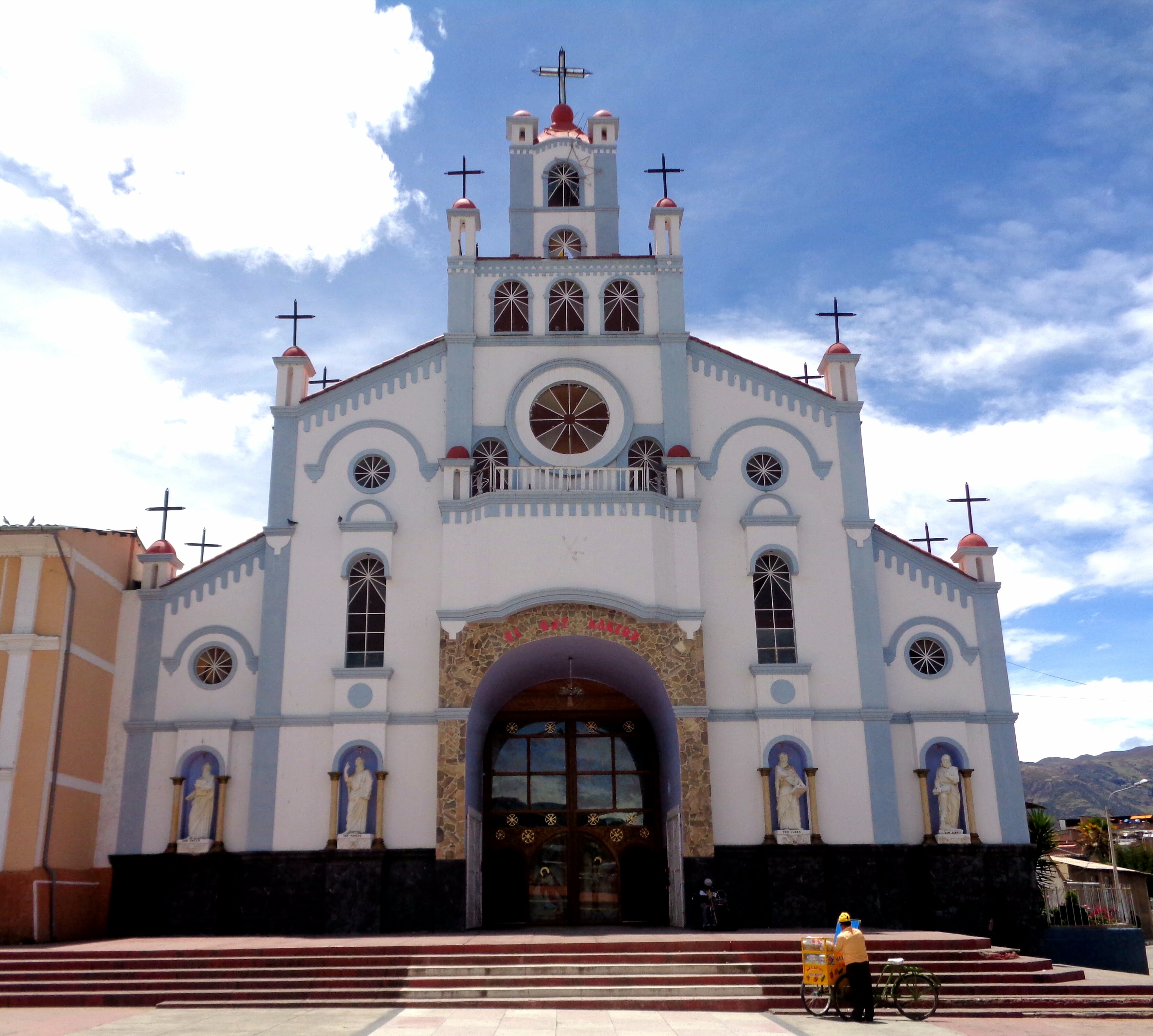
Il santuario del Signore della Solitudine, procattedrale della diocesi.

La diocesi comprende cinque province della regione peruviana di Ancash: Aija, Bolognesi, Carhuaz, Ocros e Recuay, nonché porzioni delle province di Huaraz, Huaylas e Yungay.
Sede vescovile è la città di Huaraz, dove si trova la cattedrale di San Sebastiano e dell'Immacolata Concezione di Maria; essendo questa rovinata a causa di un terremoto nel 1970 e in fase di ricostruzione, funge da cattedrale il santuario del Signore della Solitudine.
Il territorio è suddiviso in 35 parrocchie.

## Storia
La diocesi è stata eretta il 15 maggio 1899 con la bolla Catholicae ecclesiae di papa Leone XIII, ricavandone il territorio dall'arcidiocesi di Lima, di cui era originariamente suffraganea.
Il 15 maggio 1958 ha ceduto porzioni del suo territorio a vantaggio dell'erezione della diocesi di Huacho e della prelatura territoriale di Huarí (oggi diocesi di Huari).
Il 26 novembre 1962 ha ceduto un'altra porzione di territorio a vantaggio dell'erezione della prelatura territoriale di Chimbote (oggi diocesi).
Originariamente suffraganea dell'arcidiocesi di Lima, il 30 giugno 1966 è entrata a far parte della provincia ecclesiastica di Trujillo in forza della bolla Apostolicum officii di papa Paolo VI. 
Il 22 marzo 1983 per effetto del decreto Spirituali Christifidelium della Congregazione per i vescovi ha ceduto alla prelatura territoriale di Chimbote la sua giurisdizione sui distretti di Huarmey, Pamparomas, Quillo, Cochabamba, Colcabamba, Huanchay, Pampas e Pariacoto.

## Cronotassi dei vescovi
Si omettono i periodi di sede vacante non superiori ai 2 anni o non storicamente accertati.
- Mariano Holguín y Maldonado, O.F.M. † (2 luglio 1904 - 30 maggio 1906 nominato vescovo di Arequipa)
- Pedro Pascuál Francesco Farfán de los Godos † (5 marzo 1907 - 19 aprile 1918 nominato vescovo di Cusco)
  - Sede vacante (1918-1920)
- Domingo Juan Vargas, O.P. † (26 agosto 1920 - 1º agosto 1936 dimesso[1])
  - Sede vacante (1936-1940)
- Mariano Jacinto Valdivia y Ortiz † (15 dicembre 1940 - 17 dicembre 1956 nominato vescovo di Huancayo)
- Teodosio Moreno Quintana † (17 dicembre 1956 - 21 settembre 1971 ritirato)
- Fernando Vargas Ruiz de Somocurcio, S.I. † (21 settembre 1971 - 18 gennaio 1978 nominato arcivescovo di Piura)
- Emilio Vallebuona Merea, S.D.B. † (18 gennaio 1978 - 30 agosto 1985 nominato arcivescovo di Huancayo)
- José Ramón Gurruchaga Ezama, S.D.B. † (3 gennaio 1987 - 14 dicembre 1996 nominato vescovo di Lurín)
  - Sede vacante (1996-1999)[2]
- Ivo Baldi Gaburri † (14 dicembre 1999 - 4 febbraio 2004 nominato prelato di Huarí)
- José Eduardo Velásquez Tarazona (4 febbraio 2004 - 17 settembre 2024 ritirato)
- José Antonio Alarcón Gómez, O.F.M.Cap., dal 17 settembre 2024

## Statistiche
La diocesi nel 2021 su una popolazione di 367.096 persone contava 234.940 battezzati, corrispondenti al 64,0% del totale.
| anno | popolazione | popolazione | popolazione | presbiteri | presbiteri | presbiteri | presbiteri                | diaconi | religiosi | religiosi | parrocchie |
| anno | battezzati  | totale      | %           | numero     | secolari   | regolari   | battezzati per presbitero | diaconi | uomini    | donne     | parrocchie |
| ---- | ----------- | ----------- | ----------- | ---------- | ---------- | ---------- | ------------------------- | ------- | --------- | --------- | ---------- |
| 1950 | 645.000     | 650.000     | 99,2        | 59         | 51         | 8          | 10.932                    |         | 12        | 9         | 54         |
| 1966 | 254.214     | 256.214     | 99,2        | 58         | 44         | 14         | 4.383                     |         | 22        | 27        | 29         |
| 1970 | ?           | 302.335     | ?           | 54         | 36         | 18         | ?                         |         | 25        | 33        | 26         |
| 1976 | 291.550     | 297.500     | 98,0        | 46         | 31         | 15         | 6.338                     |         | 20        | 37        | 30         |
| 1980 | 283.632     | 298.560     | 95,0        | 29         | 20         | 9          | 9.780                     |         | 11        | 44        | 28         |
| 1987 | 392.000     | 403.000     | 97,3        | 28         | 24         | 4          | 14.000                    |         | 4         | 32        | 28         |
| 1999 | 266.813     | 291.730     | 91,5        | 47         | 37         | 10         | 5.676                     | 1       | 13        | 42        | 29         |
| 2000 | 271.438     | 312.240     | 86,9        | 51         | 41         | 10         | 5.322                     | 1       | 13        | 42        | 31         |
| 2001 | 275.953     | 333.198     | 82,8        | 60         | 50         | 10         | 4.599                     | 1       | 13        | 48        | 30         |
| 2002 | 300.100     | 350.200     | 85,7        | 60         | 50         | 10         | 5.001                     |         | 13        | 49        | 30         |
| 2003 | 325.000     | 370.000     | 87,8        | 56         | 45         | 11         | 5.803                     | 1       | 28        | 49        | 30         |
| 2004 | 350.000     | 390.000     | 89,7        | 51         | 41         | 10         | 6.862                     | 1       | 26        | 49        | 25         |
| 2006 | 365.000     | 405.800     | 89,9        | 49         | 41         | 8          | 7.448                     |         | 21        | 49        | 30         |
| 2013 | 220.461     | 389.031     | 56,7        | 51         | 44         | 7          | 4.322                     | 1       | 22        | 39        | 25         |
| 2016 | 227.086     | 432.533     | 52,5        | 56         | 47         | 9          | 4.055                     |         | 15        | 39        | 26         |
| 2019 | 232.688     | 446.585     | 52,1        | 56         | 49         | 7          | 4.155                     |         | 7         |           | 32         |
| 2021 | 234.940     | 367.096     | 64,0        | 58         | 48         | 10         | 4.050                     |         | 10        |           | 35         |